# Roz-Landrieux
Roz-Landrieux é uma comuna francesa na região administrativa da Bretanha, no departamento Ille-et-Vilaine. Estende-se por uma área de 18,06 km². Em 2010 a comuna tinha 1 376 habitantes (densidade: 76,2 hab./km²).